# جيوفري الثاني دوق بريتاني

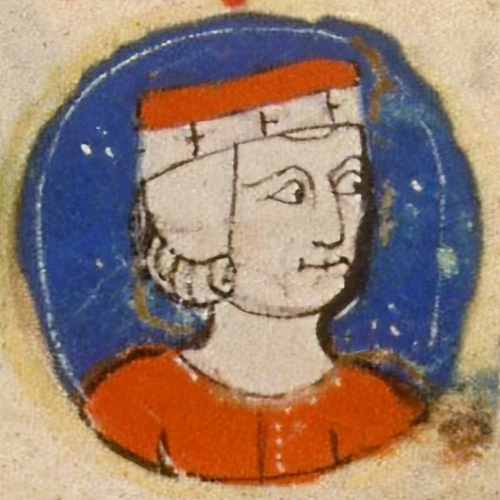
جيوفري الثاني

جيوفري الثاني (بالإنجليزية: Geoffrey II, Duke of Brittany)‏ (23 سبتمبر 1158-19 أغسطس 1186) هو الابن الرابع لهنري الثاني ملك إنجلترا وزوجته إليانور آكيتيان. أصبح دوق بريتاني عام 1181 عندما تزوج من وريثة الحكم كونستانس، واستمر حتى وفاته.

## الأسرة
أنجب من كونستانس ثلاثة أطفال وُلد آخرهم بعد وفاته، وهم:
- إليانور (1184-1241)
- ماتيلدا (1185-قبل مايو 1189)
- آرثر الأول دوق بريتاني (1187-1203)